# Liste des planètes mineures non numérotées découvertes en octobre 2014
Pour un article plus général, voir Liste des planètes mineures non numérotées découvertes en 2014.
Pour un article plus général, voir Liste des planètes mineures.
Cet article dresse la liste des planètes mineures (astéroïdes, centaures, objets transneptuniens et assimilés) non numérotées découvertes en octobre 2014 dans l'ordre de leur découverte.
Au 15 janvier 2025, 661 077 des 1 434 993 planètes mineures répertoriées par le Centre des planètes mineures ne sont pas encore numérotées, soit 46,07 %.

## Rappel concernant la désignation provisoire
La désignation provisoire indique l'ordre de découverte de ces objets. En effet, cette désignation est composée de l'année de découverte (par exemple 2014) suivie de la quinzaine (demi-mois) de découverte (p.e. A = 1-15 janvier) puis de l'ordre de découverte dans cette quinzaine. Cet ordre est indiqué par une lettre et éventuellement un chiffre comme suit : A pour la première découverte, B pour la deuxième, ..., Z pour la 25e (le I n'est pas utilisé pour éviter la confusion avec 1), A1 pour la 26e, B1 pour la 27e, etc. , Z1 pour la 50e, A2 pour la 51e, B2 pour la 52e, etc. L'ordre de la numérotation ne suit donc pas l'ordre alphanumérique. 2014 AA1 suit ainsi 2014 AZ et précède 2014 AB1.

## Liste

### Du1erau 15 octobre 2014
- 2014 TB
- 2014 TC
- 2014 TD
- 2014 TE
- 2014 TG
- 2014 TK
- 2014 TL
- 2014 TM
- 2014 TN
- 2014 TO
- 2014 TP
- 2014 TR
- 2014 TS
- 2014 TT
- 2014 TU
- 2014 TV
- 2014 TW
- 2014 TX
- 2014 TZ
- 2014 TD1
- 2014 TG1
- 2014 TH1
- 2014 TK1
- 2014 TL1
- 2014 TN1
- 2014 TR1
- 2014 TS1
- 2014 TW1
- 2014 TX1
- 2014 TD2
- 2014 TF2
- 2014 TM2
- 2014 TQ2
- 2014 TV2
- 2014 TC3
- 2014 TG3
- 2014 TJ3
- 2014 TL3
- 2014 TN3
- 2014 TO3
- 2014 TS3
- 2014 TZ3
- 2014 TF4
- 2014 TU4
- 2014 TV4
- 2014 TS5
- 2014 TU5
- 2014 TW5
- 2014 TG6
- 2014 TJ6
- 2014 TH7
- 2014 TL7
- 2014 TR7
- 2014 TW7
- 2014 TT8
- 2014 TV8
- 2014 TF9
- 2014 TC10
- 2014 TD10
- 2014 TE10
- 2014 TK10
- 2014 TQ10
- 2014 TC11
- 2014 TF11
- 2014 TO11
- 2014 TQ11
- 2014 TR11
- 2014 TU11
- 2014 TV11
- 2014 TA12
- 2014 TB12
- 2014 TD12
- 2014 TK12
- 2014 TL12
- 2014 TO12
- 2014 TT12
- 2014 TU12
- 2014 TV12
- 2014 TW12
- 2014 TY12
- 2014 TA13
- 2014 TC13
- 2014 TN13
- 2014 TO13
- 2014 TP13
- 2014 TS13
- 2014 TW13
- 2014 TX13
- 2014 TA14
- 2014 TM14
- 2014 TT14
- 2014 TA15
- 2014 TB15
- 2014 TE15
- 2014 TF15
- 2014 TK15
- 2014 TQ15
- 2014 TR15
- 2014 TX15
- 2014 TB16
- 2014 TC16
- 2014 TD16
- 2014 TH16
- 2014 TN16
- 2014 TO16
- 2014 TQ16
- 2014 TS16
- 2014 TU16
- 2014 TW16
- 2014 TX16
- 2014 TZ16
- 2014 TB17
- 2014 TE17
- 2014 TF17
- 2014 TG17
- 2014 TH17
- 2014 TJ17
- 2014 TK17
- 2014 TL17
- 2014 TM17
- 2014 TN17
- 2014 TP17
- 2014 TU17
- 2014 TW17
- 2014 TZ17
- 2014 TB18
- 2014 TG18
- 2014 TJ18
- 2014 TP18
- 2014 TS18
- 2014 TA19
- 2014 TQ19
- 2014 TW19
- 2014 TY19
- 2014 TE20
- 2014 TJ20
- 2014 TZ20
- 2014 TB21
- 2014 TF21
- 2014 TK21
- 2014 TL21
- 2014 TM21
- 2014 TS21
- 2014 TZ21
- 2014 TE22
- 2014 TG22
- 2014 TL22
- 2014 TS22
- 2014 TU22
- 2014 TV22
- 2014 TB23
- 2014 TC23
- 2014 TR23
- 2014 TW23
- 2014 TF24
- 2014 TJ24
- 2014 TO24
- 2014 TS24
- 2014 TU24
- 2014 TV24
- 2014 TW24
- 2014 TA25
- 2014 TE25
- 2014 TG25
- 2014 TJ25
- 2014 TL25
- 2014 TM25
- 2014 TR25
- 2014 TU25
- 2014 TW25
- 2014 TY25
- 2014 TA26
- 2014 TE26
- 2014 TG26
- 2014 TH26
- 2014 TJ26
- 2014 TQ26
- 2014 TU26
- 2014 TX26
- 2014 TY26
- 2014 TD27
- 2014 TF27
- 2014 TK27
- 2014 TO27
- 2014 TT27
- 2014 TV27
- 2014 TW27
- 2014 TX27
- 2014 TY27
- 2014 TH28
- 2014 TP28
- 2014 TV28
- 2014 TW28
- 2014 TA29
- 2014 TF29
- 2014 TK29
- 2014 TU29
- 2014 TB30
- 2014 TF30
- 2014 TP30
- 2014 TR30
- 2014 TS30
- 2014 TW30
- 2014 TZ30
- 2014 TL31
- 2014 TM31
- 2014 TS31
- 2014 TV31
- 2014 TW31
- 2014 TX31
- 2014 TY31
- 2014 TC32
- 2014 TP32
- 2014 TQ32
- 2014 TU32
- 2014 TW32
- 2014 TX32
- 2014 TZ32
- 2014 TA33
- 2014 TE33
- 2014 TF33
- 2014 TG33
- 2014 TJ33
- 2014 TM33
- 2014 TQ33
- 2014 TR33
- 2014 TS33
- 2014 TY33
- 2014 TA34
- 2014 TF34
- 2014 TG34
- 2014 TH34
- 2014 TJ34
- 2014 TK34
- 2014 TL34
- 2014 TM34
- 2014 TN34
- 2014 TP34
- 2014 TR34
- 2014 TT34
- 2014 TW34
- 2014 TX34
- 2014 TY34
- 2014 TD35
- 2014 TG35
- 2014 TH35
- 2014 TM35
- 2014 TO35
- 2014 TP35
- 2014 TQ35
- 2014 TR35
- 2014 TS35
- 2014 TT35
- 2014 TV35
- 2014 TX35
- 2014 TZ35
- 2014 TA36
- 2014 TB36
- 2014 TC36
- 2014 TE36
- 2014 TJ36
- 2014 TS37
- 2014 TV37
- 2014 TW37
- 2014 TY37
- 2014 TG38
- 2014 TJ38
- 2014 TL38
- 2014 TW38
- 2014 TA39
- 2014 TV39
- 2014 TE40
- 2014 TF40
- 2014 TB41
- 2014 TC41
- 2014 TN41
- 2014 TQ41
- 2014 TR41
- 2014 TT41
- 2014 TU41
- 2014 TE42
- 2014 TF42
- 2014 TL42
- 2014 TU42
- 2014 TV42
- 2014 TH43
- 2014 TK43
- 2014 TM43
- 2014 TN43
- 2014 TR43
- 2014 TT43
- 2014 TY43
- 2014 TZ43
- 2014 TC44
- 2014 TJ44
- 2014 TW44
- 2014 TG45
- 2014 TK45
- 2014 TQ45
- 2014 TR45
- 2014 TU45
- 2014 TW45
- 2014 TZ45
- 2014 TD46
- 2014 TH46
- 2014 TJ46
- 2014 TN46
- 2014 TS46
- 2014 TW46
- 2014 TC47
- 2014 TD47
- 2014 TB48
- 2014 TD48
- 2014 TK48
- 2014 TL48
- 2014 TN48
- 2014 TQ48
- 2014 TS48
- 2014 TT48
- 2014 TV48
- 2014 TG49
- 2014 TH49
- 2014 TJ49
- 2014 TK49
- 2014 TM49
- 2014 TO49
- 2014 TP49
- 2014 TR49
- 2014 TS49
- 2014 TV49
- 2014 TE50
- 2014 TG50
- 2014 TH50
- 2014 TJ50
- 2014 TL50
- 2014 TN50
- 2014 TR50
- 2014 TS50
- 2014 TY50
- 2014 TB51
- 2014 TH51
- 2014 TJ51
- 2014 TS51
- 2014 TT51
- 2014 TW51
- 2014 TZ51
- 2014 TA52
- 2014 TD52
- 2014 TF52
- 2014 TG52
- 2014 TW52
- 2014 TX52
- 2014 TK53
- 2014 TM53
- 2014 TN53
- 2014 TS53
- 2014 TU53
- 2014 TJ54
- 2014 TX54
- 2014 TF55
- 2014 TG55
- 2014 TQ55
- 2014 TY55
- 2014 TB56
- 2014 TR56
- 2014 TT56
- 2014 TA57
- 2014 TF57
- 2014 TJ57
- 2014 TO57
- 2014 TP57
- 2014 TQ57
- 2014 TR57
- 2014 TS57
- 2014 TT57
- 2014 TU57
- 2014 TW57
- 2014 TX57
- 2014 TZ57
- 2014 TF58
- 2014 TG58
- 2014 TN58
- 2014 TT58
- 2014 TW58
- 2014 TZ58
- 2014 TJ59
- 2014 TU59
- 2014 TV59
- 2014 TZ59
- 2014 TD60
- 2014 TG60
- 2014 TH60
- 2014 TJ60
- 2014 TS60
- 2014 TT60
- 2014 TV60
- 2014 TZ60
- 2014 TC61
- 2014 TD61
- 2014 TF61
- 2014 TG61
- 2014 TK61
- 2014 TS61
- 2014 TW61
- 2014 TX61
- 2014 TB62
- 2014 TE62
- 2014 TF62
- 2014 TJ62
- 2014 TP62
- 2014 TR62
- 2014 TS62
- 2014 TU62
- 2014 TV62
- 2014 TC63
- 2014 TE63
- 2014 TH63
- 2014 TO63
- 2014 TP63
- 2014 TT63
- 2014 TE64
- 2014 TH64
- 2014 TJ64
- 2014 TK64
- 2014 TL64
- 2014 TR64
- 2014 TW64
- 2014 TJ65
- 2014 TN65
- 2014 TO65
- 2014 TP65
- 2014 TQ65
- 2014 TU65
- 2014 TY65
- 2014 TZ65
- 2014 TA66
- 2014 TC66
- 2014 TE66
- 2014 TM66
- 2014 TT66
- 2014 TM67
- 2014 TP67
- 2014 TQ67
- 2014 TS67
- 2014 TT67
- 2014 TV67
- 2014 TL68
- 2014 TR68
- 2014 TS68
- 2014 TV68
- 2014 TY68
- 2014 TC69
- 2014 TP69
- 2014 TR69
- 2014 TH70
- 2014 TL70
- 2014 TP70
- 2014 TW70
- 2014 TZ70
- 2014 TC71
- 2014 TD71
- 2014 TK71
- 2014 TO71
- 2014 TS71
- 2014 TV71
- 2014 TN72
- 2014 TG73
- 2014 TK73
- 2014 TP73
- 2014 TQ73
- 2014 TS73
- 2014 TC74
- 2014 TK74
- 2014 TM74
- 2014 TO74
- 2014 TQ74
- 2014 TT74
- 2014 TD75
- 2014 TG75
- 2014 TO75
- 2014 TQ75
- 2014 TR75
- 2014 TS75
- 2014 TD76
- 2014 TE76
- 2014 TJ76
- 2014 TO76
- 2014 TR76
- 2014 TS76
- 2014 TV76
- 2014 TY76
- 2014 TA77
- 2014 TC77
- 2014 TK77
- 2014 TM77
- 2014 TO77
- 2014 TY77
- 2014 TZ77
- 2014 TC78
- 2014 TF78
- 2014 TQ78
- 2014 TU78
- 2014 TB79
- 2014 TE79
- 2014 TQ79
- 2014 TW79
- 2014 TF80
- 2014 TK80
- 2014 TP80
- 2014 TV80
- 2014 TW80
- 2014 TA81
- 2014 TB81
- 2014 TL81
- 2014 TO81
- 2014 TQ81
- 2014 TR81
- 2014 TS81
- 2014 TT81
- 2014 TZ81
- 2014 TA82
- 2014 TC82
- 2014 TC83
- 2014 TD83
- 2014 TE83
- 2014 TM83
- 2014 TP83
- 2014 TB84
- 2014 TG84
- 2014 TQ84
- 2014 TR84
- 2014 TS84
- 2014 TT84
- 2014 TU84
- 2014 TW84
- 2014 TX84
- 2014 TB85
- 2014 TE85
- 2014 TT85
- 2014 TU85
- 2014 TB86
- 2014 TE86
- 2014 TF86
- 2014 TJ86
- 2014 TK86
- 2014 TL86
- 2014 TM86
- 2014 TR86
- 2014 TS86
- 2014 TW86
- 2014 TX86
- 2014 TY86
- 2014 TZ86
- 2014 TB87
- 2014 TC87
- 2014 TE87
- 2014 TF87
- 2014 TJ87
- 2014 TM87
- 2014 TN87
- 2014 TA88
- 2014 TK88
- 2014 TO88
- 2014 TT88
- 2014 TV88
- 2014 TY88
- 2014 TZ88
- 2014 TC89
- 2014 TD89
- 2014 TE89
- 2014 TK89
- 2014 TO89
- 2014 TU89
- 2014 TV89
- 2014 TE90
- 2014 TR90
- 2014 TY90
- 2014 TZ90
- 2014 TF91
- 2014 TG91
- 2014 TK91
- 2014 TM91
- 2014 TT91
- 2014 TU91
- 2014 TV91
- 2014 TF92
- 2014 TJ92
- 2014 TN92
- 2014 TT92
- 2014 TU92
- 2014 TL93
- 2014 TM93
- 2014 TR93
- 2014 TS93
- 2014 TV93
- 2014 TY93
- 2014 TE94
- 2014 TF94
- 2014 TL94
- 2014 TP94
- 2014 TD95
- 2014 TF95
- 2014 TL95
- 2014 TM95
- 2014 TN95
- 2014 TP95
- 2014 TR95
- 2014 TT95
- 2014 TU95
- 2014 TV95
- 2014 TW95
- 2014 TX95
- 2014 TA96
- 2014 TB96
- 2014 TC96
- 2014 TF96
- 2014 TG96
- 2014 TK96
- 2014 TL96
- 2014 TM96
- 2014 TN96
- 2014 TP96
- 2014 TR96
- 2014 TS96
- 2014 TT96
- 2014 TU96
- 2014 TV96
- 2014 TW96
- 2014 TY96
- 2014 TZ96
- 2014 TB97
- 2014 TC97
- 2014 TD97
- 2014 TE97
- 2014 TG97
- 2014 TH97
- 2014 TJ97
- 2014 TK97
- 2014 TL97
- 2014 TM97
- 2014 TN97
- 2014 TO97
- 2014 TP97
- 2014 TQ97
- 2014 TS97
- 2014 TT97
- 2014 TU97
- 2014 TV97
- 2014 TW97
- 2014 TX97
- 2014 TY97
- 2014 TZ97
- 2014 TE98
- 2014 TH98
- 2014 TJ98
- 2014 TL98
- 2014 TM98
- 2014 TN98
- 2014 TO98
- 2014 TS98
- 2014 TT98
- 2014 TU98
- 2014 TV98
- 2014 TW98
- 2014 TX98
- 2014 TY98
- 2014 TA99
- 2014 TB99
- 2014 TC99
- 2014 TD99
- 2014 TE99
- 2014 TF99
- 2014 TG99
- 2014 TH99
- 2014 TJ99
- 2014 TK99
- 2014 TL99
- 2014 TM99
- 2014 TN99
- 2014 TO99
- 2014 TQ99
- 2014 TR99
- 2014 TS99
- 2014 TT99
- 2014 TU99
- 2014 TV99
- 2014 TW99
- 2014 TX99
- 2014 TY99
- 2014 TZ99
- 2014 TA100
- 2014 TB100
- 2014 TC100
- 2014 TD100
- 2014 TF100
- 2014 TG100
- 2014 TH100
- 2014 TK100
- 2014 TL100
- 2014 TM100
- 2014 TN100
- 2014 TO100
- 2014 TP100
- 2014 TQ100
- 2014 TR100
- 2014 TS100
- 2014 TT100
- 2014 TU100
- 2014 TV100
- 2014 TX100
- 2014 TY100
- 2014 TA101
- 2014 TC101
- 2014 TE101
- 2014 TF101
- 2014 TG101
- 2014 TH101
- 2014 TK101
- 2014 TL101
- 2014 TM101
- 2014 TN101
- 2014 TO101
- 2014 TP101
- 2014 TQ101
- 2014 TR101
- 2014 TS101
- 2014 TT101
- 2014 TU101
- 2014 TV101
- 2014 TW101
- 2014 TY101
- 2014 TZ101
- 2014 TA102
- 2014 TB102
- 2014 TC102
- 2014 TD102
- 2014 TE102
- 2014 TF102
- 2014 TG102
- 2014 TH102
- 2014 TK102
- 2014 TL102
- 2014 TM102
- 2014 TN102
- 2014 TQ102
- 2014 TR102
- 2014 TS102
- 2014 TT102
- 2014 TU102
- 2014 TV102
- 2014 TC103
- 2014 TH103
- 2014 TJ103
- 2014 TK103
- 2014 TM103
- 2014 TN103
- 2014 TO103
- 2014 TP103
- 2014 TQ103
- 2014 TR103
- 2014 TZ103
- 2014 TB104
- 2014 TC104
- 2014 TE104
- 2014 TF104
- 2014 TH104
- 2014 TJ104
- 2014 TK104
- 2014 TM104
- 2014 TO104
- 2014 TP104
- 2014 TQ104
- 2014 TS104
- 2014 TT104
- 2014 TU104
- 2014 TW104
- 2014 TX104
- 2014 TA105
- 2014 TB105
- 2014 TD105
- 2014 TE105
- 2014 TF105
- 2014 TG105
- 2014 TJ105
- 2014 TK105
- 2014 TM105
- 2014 TN105
- 2014 TO105
- 2014 TQ105
- 2014 TR105
- 2014 TS105
- 2014 TT105
- 2014 TW105
- 2014 TX105
- 2014 TZ105
- 2014 TB106
- 2014 TC106
- 2014 TD106
- 2014 TE106
- 2014 TF106
- 2014 TG106
- 2014 TJ106
- 2014 TK106
- 2014 TL106
- 2014 TN106
- 2014 TO106
- 2014 TP106
- 2014 TQ106
- 2014 TR106
- 2014 TS106
- 2014 TW106
- 2014 TY106
- 2014 TZ106
- 2014 TB107
- 2014 TC107
- 2014 TD107
- 2014 TE107
- 2014 TF107
- 2014 TK107
- 2014 TL107
- 2014 TN107
- 2014 TO107
- 2014 TQ107
- 2014 TT107
- 2014 TU107
- 2014 TV107
- 2014 TW107
- 2014 TX107
- 2014 TY107
- 2014 TA108
- 2014 TB108
- 2014 TD108
- 2014 TE108
- 2014 TF108
- 2014 TG108
- 2014 TH108
- 2014 TJ108
- 2014 TK108
- 2014 TL108
- 2014 TM108
- 2014 TN108
- 2014 TO108
- 2014 TQ108
- 2014 TU108
- 2014 TV108
- 2014 TX108
- 2014 TY108
- 2014 TZ108
- 2014 TA109
- 2014 TB109
- 2014 TC109
- 2014 TD109
- 2014 TE109
- 2014 TF109
- 2014 TG109
- 2014 TH109
- 2014 TJ109
- 2014 TK109
- 2014 TM109
- 2014 TO109
- 2014 TP109
- 2014 TQ109
- 2014 TT109
- 2014 TU109
- 2014 TV109
- 2014 TW109
- 2014 TX109
- 2014 TY109
- 2014 TZ109
- 2014 TA110
- 2014 TC110
- 2014 TE110
- 2014 TF110
- 2014 TG110
- 2014 TH110
- 2014 TJ110
- 2014 TK110
- 2014 TN110
- 2014 TO110
- 2014 TQ110
- 2014 TR110
- 2014 TU110
- 2014 TV110
- 2014 TX110
- 2014 TZ110
- 2014 TB111
- 2014 TD111
- 2014 TE111
- 2014 TF111
- 2014 TG111
- 2014 TH111
- 2014 TL111
- 2014 TM111
- 2014 TN111
- 2014 TO111
- 2014 TP111
- 2014 TQ111
- 2014 TR111
- 2014 TS111
- 2014 TT111
- 2014 TV111
- 2014 TW111
- 2014 TX111
- 2014 TY111
- 2014 TA112
- 2014 TB112
- 2014 TC112
- 2014 TD112
- 2014 TE112
- 2014 TF112
- 2014 TH112
- 2014 TJ112
- 2014 TL112
- 2014 TO112
- 2014 TP112
- 2014 TR112
- 2014 TT112
- 2014 TV112
- 2014 TW112
- 2014 TX112
- 2014 TZ112
- 2014 TB113
- 2014 TC113
- 2014 TD113
- 2014 TE113
- 2014 TF113
- 2014 TG113
- 2014 TH113
- 2014 TJ113
- 2014 TK113
- 2014 TL113
- 2014 TM113
- 2014 TN113
- 2014 TQ113
- 2014 TR113
- 2014 TS113
- 2014 TT113
- 2014 TU113
- 2014 TV113
- 2014 TW113
- 2014 TX113
- 2014 TY113
- 2014 TZ113
- 2014 TA114
- 2014 TB114
- 2014 TC114
- 2014 TD114
- 2014 TE114
- 2014 TF114
- 2014 TG114
- 2014 TH114
- 2014 TJ114
- 2014 TK114
- 2014 TM114
- 2014 TN114
- 2014 TR114
- 2014 TS114
- 2014 TT114
- 2014 TU114
- 2014 TV114
- 2014 TW114
- 2014 TX114
- 2014 TY114
- 2014 TA115
- 2014 TB115
- 2014 TC115
- 2014 TD115
- 2014 TG115
- 2014 TH115
- 2014 TJ115
- 2014 TK115
- 2014 TL115
- 2014 TM115
- 2014 TN115
- 2014 TO115
- 2014 TP115
- 2014 TQ115
- 2014 TR115
- 2014 TS115
- 2014 TT115
- 2014 TU115
- 2014 TV115
- 2014 TW115
- 2014 TX115
- 2014 TY115
- 2014 TZ115
- 2014 TA116
- 2014 TB116
- 2014 TC116
- 2014 TD116
- 2014 TE116
- 2014 TF116
- 2014 TG116
- 2014 TH116
- 2014 TJ116
- 2014 TK116
- 2014 TL116
- 2014 TM116
- 2014 TN116
- 2014 TO116
- 2014 TP116
- 2014 TQ116
- 2014 TS116
- 2014 TT116
- 2014 TU116
- 2014 TV116
- 2014 TW116
- 2014 TX116
- 2014 TY116
- 2014 TA117
- 2014 TC117
- 2014 TD117
- 2014 TE117
- 2014 TF117
- 2014 TG117
- 2014 TH117
- 2014 TJ117
- 2014 TK117
- 2014 TO117
- 2014 TP117
- 2014 TQ117
- 2014 TR117
- 2014 TS117
- 2014 TT117
- 2014 TU117
- 2014 TW117
- 2014 TX117
- 2014 TY117
- 2014 TZ117
- 2014 TA118
- 2014 TD118
- 2014 TE118
- 2014 TF118
- 2014 TG118
- 2014 TH118
- 2014 TJ118
- 2014 TK118
- 2014 TL118
- 2014 TM118
- 2014 TP118
- 2014 TQ118
- 2014 TR118
- 2014 TS118
- 2014 TT118
- 2014 TU118
- 2014 TW118
- 2014 TX118
- 2014 TZ118
- 2014 TA119
- 2014 TD119
- 2014 TE119
- 2014 TF119
- 2014 TG119
- 2014 TJ119
- 2014 TK119
- 2014 TL119
- 2014 TM119
- 2014 TN119
- 2014 TO119
- 2014 TP119
- 2014 TQ119
- 2014 TR119
- 2014 TS119
- 2014 TT119
- 2014 TU119
- 2014 TV119
- 2014 TW119
- 2014 TX119
- 2014 TY119
- 2014 TZ119
- 2014 TA120
- 2014 TB120
- 2014 TC120
- 2014 TD120
- 2014 TE120
- 2014 TF120
- 2014 TG120
- 2014 TH120
- 2014 TJ120
- 2014 TK120
- 2014 TL120
- 2014 TM120
- 2014 TN120
- 2014 TO120
- 2014 TP120
- 2014 TQ120
- 2014 TR120
- 2014 TS120
- 2014 TT120
- 2014 TU120
- 2014 TV120
- 2014 TW120
- 2014 TX120
- 2014 TY120
- 2014 TZ120
- 2014 TA121
- 2014 TB121
- 2014 TC121
- 2014 TD121
- 2014 TE121
- 2014 TF121
- 2014 TJ121
- 2014 TM121
- 2014 TN121
- 2014 TP121
- 2014 TQ121
- 2014 TR121
- 2014 TS121
- 2014 TT121
- 2014 TU121
- 2014 TV121
- 2014 TW121
- 2014 TX121
- 2014 TY121
- 2014 TZ121
- 2014 TA122
- 2014 TB122
- 2014 TC122
- 2014 TD122
- 2014 TE122
- 2014 TF122
- 2014 TG122
- 2014 TH122
- 2014 TJ122
- 2014 TK122
- 2014 TL122
- 2014 TM122
- 2014 TN122
- 2014 TO122
- 2014 TP122
- 2014 TQ122
- 2014 TR122
- 2014 TS122
- 2014 TU122
- 2014 TV122
- 2014 TX122
- 2014 TY122
- 2014 TZ122
- 2014 TA123
- 2014 TB123
- 2014 TC123
- 2014 TE123
- 2014 TF123
- 2014 TG123
- 2014 TH123
- 2014 TJ123
- 2014 TK123
- 2014 TL123
- 2014 TN123
- 2014 TO123
- 2014 TP123
- 2014 TR123
- 2014 TT123
- 2014 TU123
- 2014 TV123
- 2014 TW123
- 2014 TX123
- 2014 TY123
- 2014 TA124
- 2014 TC124
- 2014 TD124
- 2014 TE124
- 2014 TF124
- 2014 TG124
- 2014 TH124
- 2014 TJ124
- 2014 TK124
- 2014 TL124
- 2014 TM124
- 2014 TN124
- 2014 TO124
- 2014 TP124
- 2014 TQ124
- 2014 TR124
- 2014 TS124
- 2014 TT124
- 2014 TU124
- 2014 TV124
- 2014 TW124
- 2014 TX124
- 2014 TY124
- 2014 TA125
- 2014 TB125
- 2014 TC125
- 2014 TD125
- 2014 TF125
- 2014 TG125
- 2014 TH125
- 2014 TJ125
- 2014 TK125
- 2014 TL125
- 2014 TM125
- 2014 TN125
- 2014 TO125
- 2014 TP125
- 2014 TQ125
- 2014 TR125
- 2014 TS125
- 2014 TT125
- 2014 TU125
- 2014 TV125
- 2014 TX125
- 2014 TY125
- 2014 TZ125
- 2014 TA126
- 2014 TB126
- 2014 TC126
- 2014 TD126
- 2014 TE126
- 2014 TF126
- 2014 TG126
- 2014 TH126
- 2014 TJ126
- 2014 TK126
- 2014 TL126
- 2014 TM126
- 2014 TN126
- 2014 TO126
- 2014 TP126
- 2014 TQ126
- 2014 TR126
- 2014 TS126
- 2014 TT126
- 2014 TU126
- 2014 TV126
- 2014 TW126
- 2014 TX126
- 2014 TY126
- 2014 TZ126
- 2014 TA127
- 2014 TB127
- 2014 TC127
- 2014 TD127
- 2014 TE127
- 2014 TF127
- 2014 TG127
- 2014 TH127
- 2014 TJ127
- 2014 TK127
- 2014 TL127
- 2014 TM127
- 2014 TN127
- 2014 TO127
- 2014 TP127
- 2014 TQ127
- 2014 TR127
- 2014 TS127
- 2014 TT127
- 2014 TU127
- 2014 TV127
- 2014 TW127
- 2014 TX127
- 2014 TY127
- 2014 TZ127
- 2014 TB128
- 2014 TC128
- 2014 TD128
- 2014 TE128
- 2014 TF128
- 2014 TG128
- 2014 TH128
- 2014 TJ128
- 2014 TK128

### Du 16 au 31 octobre 2014
- 2014 UA
- 2014 UE
- 2014 UM
- 2014 UP
- 2014 UR
- 2014 US
- 2014 UT
- 2014 UX
- 2014 UY
- 2014 UD1
- 2014 UH1
- 2014 UR1
- 2014 UT1
- 2014 UV1
- 2014 UX1
- 2014 UD2
- 2014 UE2
- 2014 UF2
- 2014 UJ2
- 2014 UL2
- 2014 UP2
- 2014 UV2
- 2014 UW2
- 2014 UE3
- 2014 UK3
- 2014 UM3
- 2014 UP3
- 2014 UT3
- 2014 UU3
- 2014 UW3
- 2014 UA4
- 2014 UJ4
- 2014 UQ4
- 2014 US4
- 2014 UZ4
- 2014 UF5
- 2014 UG5
- 2014 UJ5
- 2014 UL5
- 2014 UN5
- 2014 UP5
- 2014 UQ5
- 2014 UT5
- 2014 UU5
- 2014 UY5
- 2014 UA6
- 2014 UB6
- 2014 UC6
- 2014 UE6
- 2014 UG6
- 2014 UH6
- 2014 UP6
- 2014 UY6
- 2014 UC7
- 2014 UG7
- 2014 UN7
- 2014 UQ7
- 2014 UR7
- 2014 US7
- 2014 UT7
- 2014 UV7
- 2014 UW7
- 2014 UX7
- 2014 UY7
- 2014 UA8
- 2014 UB8
- 2014 UC8
- 2014 UD8
- 2014 UE8
- 2014 UF8
- 2014 UG8
- 2014 UK8
- 2014 UM8
- 2014 UO8
- 2014 UP8
- 2014 UT8
- 2014 UV8
- 2014 UX8
- 2014 UZ8
- 2014 UB9
- 2014 UG9
- 2014 UO9
- 2014 UP9
- 2014 UR9
- 2014 UT9
- 2014 UV9
- 2014 UZ9
- 2014 UK10
- 2014 UN10
- 2014 UX10
- 2014 UA11
- 2014 UJ11
- 2014 UN11
- 2014 UP11
- 2014 UA12
- 2014 UE12
- 2014 UH12
- 2014 UN12
- 2014 UY12
- 2014 UB13
- 2014 UC13
- 2014 UG13
- 2014 UN13
- 2014 UP13
- 2014 UT13
- 2014 UC14
- 2014 UD14
- 2014 UH14
- 2014 UK14
- 2014 UN14
- 2014 UT14
- 2014 UV14
- 2014 UA15
- 2014 UB15
- 2014 UC15
- 2014 UM15
- 2014 UP15
- 2014 UR15
- 2014 UU15
- 2014 UD16
- 2014 UG16
- 2014 UJ16
- 2014 UM16
- 2014 UV16
- 2014 UL17
- 2014 UP17
- 2014 US17
- 2014 UV17
- 2014 UZ17
- 2014 UB18
- 2014 UC18
- 2014 UD18
- 2014 UJ18
- 2014 UK18
- 2014 UM18
- 2014 UV18
- 2014 UA19
- 2014 UB19
- 2014 UC19
- 2014 UD19
- 2014 UJ19
- 2014 UK19
- 2014 UP19
- 2014 US19
- 2014 UW19
- 2014 UZ19
- 2014 UA20
- 2014 UB20
- 2014 UK20
- 2014 UM20
- 2014 UN20
- 2014 UO20
- 2014 UU20
- 2014 UW20
- 2014 UA21
- 2014 UG21
- 2014 UN21
- 2014 UR21
- 2014 US21
- 2014 UW21
- 2014 UE22
- 2014 UO22
- 2014 UQ22
- 2014 US22
- 2014 UB23
- 2014 UG23
- 2014 UQ23
- 2014 UU23
- 2014 UZ23
- 2014 UE24
- 2014 UK24
- 2014 UL24
- 2014 UN25
- 2014 US25
- 2014 UV25
- 2014 UZ25
- 2014 UA26
- 2014 UB26
- 2014 UC26
- 2014 UD26
- 2014 UF26
- 2014 UL26
- 2014 UO26
- 2014 UQ26
- 2014 UT26
- 2014 UU26
- 2014 UZ26
- 2014 UB27
- 2014 UD27
- 2014 UF27
- 2014 UG27
- 2014 UJ27
- 2014 UK27
- 2014 UN27
- 2014 UY27
- 2014 UJ28
- 2014 UL28
- 2014 UQ28
- 2014 UT28
- 2014 UV28
- 2014 UG30
- 2014 UP30
- 2014 UQ30
- 2014 US30
- 2014 UT30
- 2014 UA31
- 2014 UD31
- 2014 UH31
- 2014 UL31
- 2014 UO31
- 2014 UW31
- 2014 UY31
- 2014 UZ31
- 2014 UC32
- 2014 UD32
- 2014 UF32
- 2014 UH32
- 2014 UN32
- 2014 UQ32
- 2014 UR32
- 2014 UZ32
- 2014 UA33
- 2014 UE33
- 2014 UH33
- 2014 UL33
- 2014 UO33
- 2014 UP33
- 2014 UQ33
- 2014 UR33
- 2014 US33
- 2014 UT33
- 2014 UU33
- 2014 UW33
- 2014 UX33
- 2014 UZ33
- 2014 UD34
- 2014 UE34
- 2014 UF34
- 2014 UH34
- 2014 UK34
- 2014 UL34
- 2014 UM34
- 2014 UN34
- 2014 UO34
- 2014 UQ34
- 2014 UR34
- 2014 US34
- 2014 UT34
- 2014 UU34
- 2014 UV34
- 2014 UX34
- 2014 UZ34
- 2014 UA35
- 2014 UD35
- 2014 UH35
- 2014 UJ35
- 2014 UL35
- 2014 UM35
- 2014 UP35
- 2014 UW35
- 2014 UY35
- 2014 UZ35
- 2014 UB36
- 2014 UE36
- 2014 UM36
- 2014 UQ36
- 2014 UV36
- 2014 UZ36
- 2014 UC37
- 2014 UD37
- 2014 UF37
- 2014 UG37
- 2014 UH37
- 2014 UM37
- 2014 UY37
- 2014 UZ37
- 2014 UD38
- 2014 UE38
- 2014 UJ38
- 2014 UL38
- 2014 UN38
- 2014 US38
- 2014 UU38
- 2014 UW38
- 2014 UX38
- 2014 UB39
- 2014 UH39
- 2014 UN39
- 2014 UR39
- 2014 US39
- 2014 UT39
- 2014 UW39
- 2014 UX39
- 2014 UC40
- 2014 UJ40
- 2014 UQ40
- 2014 UV40
- 2014 UW40
- 2014 UC41
- 2014 UD41
- 2014 UV41
- 2014 UZ41
- 2014 UO42
- 2014 UC43
- 2014 UH43
- 2014 UJ43
- 2014 UL43
- 2014 UP43
- 2014 UQ43
- 2014 UU43
- 2014 UZ43
- 2014 UB44
- 2014 UL44
- 2014 UN44
- 2014 UP44
- 2014 UQ44
- 2014 UU44
- 2014 UX44
- 2014 UG45
- 2014 UK45
- 2014 UP45
- 2014 UU45
- 2014 UZ45
- 2014 UB46
- 2014 UJ46
- 2014 US46
- 2014 UT46
- 2014 UW46
- 2014 UD47
- 2014 UZ47
- 2014 UE48
- 2014 UR48
- 2014 UT48
- 2014 UB49
- 2014 UF49
- 2014 UH49
- 2014 UL49
- 2014 UQ49
- 2014 UB50
- 2014 UD50
- 2014 UF50
- 2014 UH50
- 2014 UK50
- 2014 UR50
- 2014 UU50
- 2014 UW50
- 2014 UZ50
- 2014 UA51
- 2014 UF51
- 2014 UM51
- 2014 UX51
- 2014 UA52
- 2014 UK52
- 2014 UN52
- 2014 UQ52
- 2014 UT52
- 2014 UU52
- 2014 UA53
- 2014 UD53
- 2014 UF53
- 2014 UH53
- 2014 UV53
- 2014 UZ53
- 2014 UL54
- 2014 UR54
- 2014 UT54
- 2014 UY54
- 2014 UG55
- 2014 UJ55
- 2014 UK55
- 2014 UM55
- 2014 UO55
- 2014 UT55
- 2014 UX55
- 2014 UZ55
- 2014 UB56
- 2014 UC56
- 2014 UF56
- 2014 UG56
- 2014 UH56
- 2014 UK56
- 2014 UM56
- 2014 UO56
- 2014 UQ56
- 2014 UR56
- 2014 US56
- 2014 UT56
- 2014 UU56
- 2014 UV56
- 2014 UW56
- 2014 UX56
- 2014 UY56
- 2014 UZ56
- 2014 UA57
- 2014 UD57
- 2014 UE57
- 2014 UF57
- 2014 UG57
- 2014 UH57
- 2014 UJ57
- 2014 UM57
- 2014 UO57
- 2014 UP57
- 2014 UQ57
- 2014 UR57
- 2014 UV57
- 2014 UW57
- 2014 UX57
- 2014 UY57
- 2014 UZ57
- 2014 UA58
- 2014 UB58
- 2014 UC58
- 2014 UE58
- 2014 UL58
- 2014 UM58
- 2014 UR58
- 2014 US58
- 2014 UW58
- 2014 UC59
- 2014 UD59
- 2014 UJ59
- 2014 UK59
- 2014 UL59
- 2014 UN59
- 2014 UQ59
- 2014 UU59
- 2014 UX59
- 2014 UA60
- 2014 UK60
- 2014 UR60
- 2014 US60
- 2014 UT60
- 2014 UY60
- 2014 UA61
- 2014 UC61
- 2014 UD61
- 2014 UE61
- 2014 UF61
- 2014 UJ61
- 2014 UN61
- 2014 UO61
- 2014 UP61
- 2014 UR61
- 2014 UU61
- 2014 UW61
- 2014 UZ61
- 2014 UG62
- 2014 UQ62
- 2014 UT62
- 2014 UU62
- 2014 UA63
- 2014 UD63
- 2014 UE63
- 2014 UH63
- 2014 UK63
- 2014 UO63
- 2014 UP63
- 2014 UR63
- 2014 UK64
- 2014 UM64
- 2014 UR64
- 2014 UY64
- 2014 UC65
- 2014 UK65
- 2014 UM65
- 2014 UN65
- 2014 US65
- 2014 UX65
- 2014 UB66
- 2014 UJ66
- 2014 UO66
- 2014 UZ66
- 2014 UJ67
- 2014 UK67
- 2014 UM67
- 2014 UP67
- 2014 UE68
- 2014 UF68
- 2014 UV68
- 2014 UC69
- 2014 UE69
- 2014 UJ69
- 2014 UL69
- 2014 UP69
- 2014 UT69
- 2014 UV69
- 2014 UH70
- 2014 UK70
- 2014 UM70
- 2014 US70
- 2014 UT70
- 2014 UV70
- 2014 UX70
- 2014 UE71
- 2014 UL71
- 2014 UO71
- 2014 UP71
- 2014 UT71
- 2014 UB72
- 2014 UD72
- 2014 UK72
- 2014 UL72
- 2014 UO72
- 2014 US72
- 2014 UX72
- 2014 UE73
- 2014 UF73
- 2014 UG73
- 2014 UK73
- 2014 UM73
- 2014 UP73
- 2014 UV73
- 2014 UB74
- 2014 UC74
- 2014 UD74
- 2014 UE74
- 2014 UF74
- 2014 UK74
- 2014 UL74
- 2014 UM74
- 2014 UR74
- 2014 UZ74
- 2014 UB75
- 2014 UD75
- 2014 UG75
- 2014 UJ75
- 2014 UK75
- 2014 UM75
- 2014 UN75
- 2014 UO75
- 2014 UQ75
- 2014 UR75
- 2014 US75
- 2014 UT75
- 2014 UG76
- 2014 UL76
- 2014 UN76
- 2014 UO76
- 2014 UQ76
- 2014 US76
- 2014 UT76
- 2014 UU76
- 2014 UW76
- 2014 UD77
- 2014 UE77
- 2014 UF77
- 2014 UO77
- 2014 UZ77
- 2014 UA78
- 2014 UC78
- 2014 UE78
- 2014 UJ78
- 2014 UK78
- 2014 UL78
- 2014 UQ78
- 2014 UU78
- 2014 UW78
- 2014 UX78
- 2014 UY78
- 2014 UG79
- 2014 UH79
- 2014 UL79
- 2014 UP79
- 2014 US79
- 2014 UV79
- 2014 UW79
- 2014 UY79
- 2014 UA80
- 2014 UD80
- 2014 UJ80
- 2014 UK80
- 2014 UN80
- 2014 UO80
- 2014 UP80
- 2014 UQ80
- 2014 UU80
- 2014 UV80
- 2014 UX80
- 2014 UY80
- 2014 UK81
- 2014 UM81
- 2014 UO81
- 2014 US81
- 2014 UU81
- 2014 UA82
- 2014 UD82
- 2014 UH82
- 2014 UL82
- 2014 UN82
- 2014 UO82
- 2014 UP82
- 2014 UT82
- 2014 UB83
- 2014 UN83
- 2014 UO83
- 2014 US83
- 2014 UZ83
- 2014 UE84
- 2014 UX84
- 2014 UG85
- 2014 UM85
- 2014 UN85
- 2014 UX85
- 2014 UE86
- 2014 UM86
- 2014 UN86
- 2014 UO86
- 2014 UP86
- 2014 US86
- 2014 UV86
- 2014 UY86
- 2014 UB87
- 2014 UJ87
- 2014 UL87
- 2014 UN87
- 2014 UR87
- 2014 UU87
- 2014 UZ87
- 2014 UB88
- 2014 UO88
- 2014 UQ88
- 2014 UY88
- 2014 UZ88
- 2014 UB89
- 2014 UH89
- 2014 UL89
- 2014 UN89
- 2014 UB90
- 2014 UC90
- 2014 UE90
- 2014 UG90
- 2014 UL90
- 2014 UM90
- 2014 UN90
- 2014 UQ90
- 2014 UV90
- 2014 UX90
- 2014 UZ90
- 2014 UF91
- 2014 UL91
- 2014 UN91
- 2014 UP91
- 2014 US91
- 2014 UF92
- 2014 UH92
- 2014 UL92
- 2014 UP92
- 2014 UR92
- 2014 UZ92
- 2014 UH93
- 2014 UK93
- 2014 UN93
- 2014 UR93
- 2014 UB94
- 2014 UC94
- 2014 UG94
- 2014 UK94
- 2014 UL94
- 2014 UQ94
- 2014 UU94
- 2014 UW94
- 2014 UY94
- 2014 UZ94
- 2014 UA95
- 2014 UD95
- 2014 UJ95
- 2014 UT95
- 2014 UV95
- 2014 UX95
- 2014 UZ95
- 2014 UC96
- 2014 UD96
- 2014 UH96
- 2014 UL96
- 2014 UP96
- 2014 UR96
- 2014 UC97
- 2014 UE97
- 2014 UH97
- 2014 UP97
- 2014 UU97
- 2014 UX97
- 2014 UZ97
- 2014 UD98
- 2014 UF98
- 2014 UK98
- 2014 UN98
- 2014 US98
- 2014 UZ98
- 2014 UB99
- 2014 UC99
- 2014 UM99
- 2014 UQ99
- 2014 UT99
- 2014 UO100
- 2014 UZ100
- 2014 UA101
- 2014 UB101
- 2014 UF101
- 2014 UG101
- 2014 UQ101
- 2014 US101
- 2014 UU101
- 2014 UV101
- 2014 UX101
- 2014 UZ101
- 2014 UA102
- 2014 UC102
- 2014 UF102
- 2014 UH102
- 2014 UJ102
- 2014 UQ102
- 2014 UU102
- 2014 UB103
- 2014 UG103
- 2014 UJ103
- 2014 UO103
- 2014 UQ103
- 2014 UZ103
- 2014 UB104
- 2014 UE104
- 2014 UK104
- 2014 UL104
- 2014 UP104
- 2014 UU104
- 2014 UV104
- 2014 UY104
- 2014 UC105
- 2014 UD105
- 2014 UJ105
- 2014 UK105
- 2014 UQ105
- 2014 UZ105
- 2014 UD106
- 2014 UG106
- 2014 UH106
- 2014 UJ106
- 2014 UM106
- 2014 UP106
- 2014 UR106
- 2014 US106
- 2014 UV106
- 2014 UB107
- 2014 UG107
- 2014 UL107
- 2014 UP107
- 2014 UQ107
- 2014 UU107
- 2014 UW107
- 2014 UZ107
- 2014 UA108
- 2014 UL108
- 2014 UN108
- 2014 UQ108
- 2014 UX108
- 2014 UY108
- 2014 UA109
- 2014 UC109
- 2014 UF109
- 2014 UP109
- 2014 UQ109
- 2014 UR109
- 2014 UW109
- 2014 UZ109
- 2014 UF110
- 2014 US110
- 2014 UT110
- 2014 UU110
- 2014 UW110
- 2014 UX110
- 2014 UB111
- 2014 UF111
- 2014 UG111
- 2014 UL111
- 2014 UN111
- 2014 UP111
- 2014 US111
- 2014 UT111
- 2014 UU111
- 2014 UW111
- 2014 UX111
- 2014 UJ112
- 2014 UL112
- 2014 UP112
- 2014 UT112
- 2014 UW112
- 2014 UX112
- 2014 UZ112
- 2014 UD113
- 2014 UM113
- 2014 UN113
- 2014 UD114
- 2014 UF114
- 2014 UG114
- 2014 UH114
- 2014 UJ114
- 2014 UK114
- 2014 UL114
- 2014 UM114
- 2014 UN114
- 2014 UO114
- 2014 UQ114
- 2014 UR114
- 2014 US114
- 2014 UU114
- 2014 UV114
- 2014 UW114
- 2014 UX114
- 2014 UA115
- 2014 UC115
- 2014 UD115
- 2014 UE115
- 2014 UF115
- 2014 UG115
- 2014 UH115
- 2014 UJ115
- 2014 UK115
- 2014 UL115
- 2014 UM115
- 2014 UN115
- 2014 UO115
- 2014 UQ115
- 2014 US115
- 2014 UU115
- 2014 UV115
- 2014 UY115
- 2014 UZ115
- 2014 UA116
- 2014 UD116
- 2014 UF116
- 2014 UH116
- 2014 UP116
- 2014 US116
- 2014 UT116
- 2014 UU116
- 2014 UV116
- 2014 UW116
- 2014 UX116
- 2014 UY116
- 2014 UZ116
- 2014 UC117
- 2014 UE117
- 2014 UF117
- 2014 UG117
- 2014 UH117
- 2014 UM117
- 2014 UN117
- 2014 UQ117
- 2014 UU117
- 2014 UB118
- 2014 UG118
- 2014 UT118
- 2014 UU118
- 2014 UJ119
- 2014 UK119
- 2014 UM119
- 2014 UN119
- 2014 UU119
- 2014 UV119
- 2014 UA120
- 2014 UD120
- 2014 UF120
- 2014 UG120
- 2014 UN120
- 2014 UW120
- 2014 UY120
- 2014 UA121
- 2014 UC121
- 2014 UL121
- 2014 UP121
- 2014 US121
- 2014 UU121
- 2014 UY121
- 2014 UA122
- 2014 UD122
- 2014 UF122
- 2014 UK122
- 2014 UN122
- 2014 UQ122
- 2014 US122
- 2014 UW122
- 2014 UX122
- 2014 UY122
- 2014 UZ122
- 2014 UD123
- 2014 UP123
- 2014 UR123
- 2014 UU123
- 2014 UX123
- 2014 UA124
- 2014 UH124
- 2014 UJ124
- 2014 UN124
- 2014 UO124
- 2014 UU124
- 2014 UD125
- 2014 UE125
- 2014 UF125
- 2014 UJ125
- 2014 UM125
- 2014 UP125
- 2014 UR125
- 2014 UT125
- 2014 UZ125
- 2014 UF126
- 2014 US126
- 2014 UU126
- 2014 UY126
- 2014 UK127
- 2014 UL127
- 2014 US127
- 2014 UD128
- 2014 UF128
- 2014 UN128
- 2014 UP128
- 2014 UQ128
- 2014 US128
- 2014 UU128
- 2014 UX128
- 2014 UZ128
- 2014 UA129
- 2014 UD129
- 2014 UE129
- 2014 UF129
- 2014 UG129
- 2014 UH129
- 2014 UM129
- 2014 UO129
- 2014 UP129
- 2014 UQ129
- 2014 UR129
- 2014 US129
- 2014 UU129
- 2014 UV129
- 2014 UW129
- 2014 UY129
- 2014 UE130
- 2014 UJ130
- 2014 UL130
- 2014 UM130
- 2014 US130
- 2014 UU130
- 2014 UX130
- 2014 UZ130
- 2014 UD131
- 2014 UL131
- 2014 US131
- 2014 UU131
- 2014 UB132
- 2014 UG132
- 2014 UK132
- 2014 UR132
- 2014 US132
- 2014 UT132
- 2014 UX132
- 2014 UY132
- 2014 UK133
- 2014 UT133
- 2014 UX133
- 2014 UY133
- 2014 UZ133
- 2014 UA134
- 2014 UJ134
- 2014 UK134
- 2014 UP134
- 2014 UQ134
- 2014 UU134
- 2014 UZ134
- 2014 UF135
- 2014 UH135
- 2014 UX135
- 2014 UY135
- 2014 UN136
- 2014 UO136
- 2014 UQ136
- 2014 UC137
- 2014 UE137
- 2014 UM137
- 2014 UP137
- 2014 UZ137
- 2014 UB138
- 2014 UD138
- 2014 UJ138
- 2014 UK138
- 2014 US138
- 2014 UV138
- 2014 UW138
- 2014 UZ138
- 2014 UC139
- 2014 UJ139
- 2014 UP139
- 2014 UQ139
- 2014 UT139
- 2014 UC140
- 2014 UG140
- 2014 UK140
- 2014 UM140
- 2014 UR140
- 2014 UX140
- 2014 UC141
- 2014 UE141
- 2014 UF141
- 2014 UK141
- 2014 UM141
- 2014 UQ141
- 2014 US141
- 2014 UU141
- 2014 UX141
- 2014 UB142
- 2014 UD142
- 2014 UE142
- 2014 UH142
- 2014 UJ142
- 2014 UR142
- 2014 US142
- 2014 UB143
- 2014 UF143
- 2014 UG143
- 2014 UJ143
- 2014 UL143
- 2014 UW143
- 2014 UB144
- 2014 UD144
- 2014 UG144
- 2014 UH144
- 2014 UL144
- 2014 UN144
- 2014 UO144
- 2014 UQ144
- 2014 UR144
- 2014 UT144
- 2014 UV144
- 2014 UX144
- 2014 UC145
- 2014 UE145
- 2014 UG145
- 2014 UK145
- 2014 UM145
- 2014 UO145
- 2014 UQ145
- 2014 US145
- 2014 UV145
- 2014 UA146
- 2014 UC146
- 2014 UF146
- 2014 UG146
- 2014 UM146
- 2014 UO146
- 2014 UY146
- 2014 UD147
- 2014 UF147
- 2014 UJ147
- 2014 UL147
- 2014 UM147
- 2014 UQ147
- 2014 UX147
- 2014 UY147
- 2014 UC148
- 2014 UF148
- 2014 UH148
- 2014 UJ148
- 2014 UQ148
- 2014 UR148
- 2014 UZ148
- 2014 UF149
- 2014 UH149
- 2014 UK149
- 2014 UP149
- 2014 UY149
- 2014 UZ149
- 2014 UD150
- 2014 UO150
- 2014 UQ150
- 2014 US150
- 2014 UV150
- 2014 UW150
- 2014 UA151
- 2014 UB151
- 2014 UD151
- 2014 UE151
- 2014 UG151
- 2014 UJ151
- 2014 UL151
- 2014 UM151
- 2014 UN151
- 2014 UO151
- 2014 US151
- 2014 UT151
- 2014 UW151
- 2014 UX151
- 2014 UY151
- 2014 UD152
- 2014 UE152
- 2014 UK152
- 2014 UL152
- 2014 UM152
- 2014 UT152
- 2014 UU152
- 2014 UC153
- 2014 UD153
- 2014 UE153
- 2014 UH153
- 2014 UJ153
- 2014 UO153
- 2014 UP153
- 2014 UX153
- 2014 UA154
- 2014 UE154
- 2014 UF154
- 2014 UH154
- 2014 UQ154
- 2014 UD155
- 2014 UP155
- 2014 UU155
- 2014 UV155
- 2014 UP156
- 2014 UR156
- 2014 UU156
- 2014 UX156
- 2014 UD157
- 2014 UL157
- 2014 UO157
- 2014 UT157
- 2014 UU157
- 2014 UW157
- 2014 UA158
- 2014 UE158
- 2014 UG158
- 2014 UK158
- 2014 UL158
- 2014 UH159
- 2014 UJ159
- 2014 UK159
- 2014 UM159
- 2014 UQ159
- 2014 UR159
- 2014 UV159
- 2014 UW159
- 2014 UB160
- 2014 UD160
- 2014 UK160
- 2014 UN160
- 2014 UY160
- 2014 UB161
- 2014 UG161
- 2014 UJ161
- 2014 UK161
- 2014 UN161
- 2014 UO161
- 2014 UQ161
- 2014 US161
- 2014 UT161
- 2014 UU161
- 2014 UD162
- 2014 UG162
- 2014 UH162
- 2014 UJ162
- 2014 UK162
- 2014 UQ162
- 2014 US162
- 2014 UU162
- 2014 UB163
- 2014 UE163
- 2014 UH163
- 2014 UN163
- 2014 UR163
- 2014 US163
- 2014 UV163
- 2014 UA164
- 2014 UC164
- 2014 UL164
- 2014 UR164
- 2014 US164
- 2014 UV164
- 2014 UW164
- 2014 UA165
- 2014 UD165
- 2014 UH165
- 2014 UN165
- 2014 UO165
- 2014 UP165
- 2014 UR165
- 2014 UU165
- 2014 UZ165
- 2014 UA166
- 2014 UF166
- 2014 UK166
- 2014 UM166
- 2014 UN166
- 2014 UP166
- 2014 UQ166
- 2014 UT166
- 2014 UV166
- 2014 UY166
- 2014 UZ166
- 2014 UB167
- 2014 UE167
- 2014 UG167
- 2014 UO167
- 2014 UQ167
- 2014 UR167
- 2014 UU167
- 2014 UH168
- 2014 UL168
- 2014 UM168
- 2014 UR168
- 2014 UU168
- 2014 UZ168
- 2014 UA169
- 2014 UB169
- 2014 UE169
- 2014 UG169
- 2014 UM169
- 2014 UR169
- 2014 UA170
- 2014 UC170
- 2014 UD170
- 2014 UL170
- 2014 UQ170
- 2014 UB171
- 2014 UJ171
- 2014 UK171
- 2014 UO171
- 2014 UP171
- 2014 UQ171
- 2014 US171
- 2014 UW171
- 2014 UZ171
- 2014 UL172
- 2014 UU172
- 2014 UZ172
- 2014 UG173
- 2014 UL173
- 2014 UO173
- 2014 UP173
- 2014 UQ173
- 2014 UT173
- 2014 UW173
- 2014 UF174
- 2014 UG174
- 2014 UH174
- 2014 UJ174
- 2014 UL174
- 2014 US174
- 2014 UY174
- 2014 UZ174
- 2014 UD175
- 2014 UE175
- 2014 UG175
- 2014 UH175
- 2014 UJ175
- 2014 UK175
- 2014 UL175
- 2014 UM175
- 2014 UO175
- 2014 UP175
- 2014 UQ175
- 2014 US175
- 2014 UT175
- 2014 UW175
- 2014 UX175
- 2014 UY175
- 2014 UZ175
- 2014 UA176
- 2014 UB176
- 2014 UC176
- 2014 UD176
- 2014 UE176
- 2014 UF176
- 2014 UG176
- 2014 UN176
- 2014 UX176
- 2014 UY176
- 2014 UB177
- 2014 UD177
- 2014 UG177
- 2014 UJ177
- 2014 UL177
- 2014 UO177
- 2014 UP177
- 2014 UQ177
- 2014 US177
- 2014 UW177
- 2014 UA178
- 2014 UC178
- 2014 UF178
- 2014 UO178
- 2014 UR178
- 2014 UW178
- 2014 UB179
- 2014 UD179
- 2014 UE179
- 2014 UF179
- 2014 UQ179
- 2014 UR179
- 2014 UT179
- 2014 UU179
- 2014 UW179
- 2014 UN180
- 2014 UO180
- 2014 UT180
- 2014 UD181
- 2014 UH181
- 2014 UK181
- 2014 UL181
- 2014 UR181
- 2014 UW181
- 2014 UA182
- 2014 UB182
- 2014 UN182
- 2014 UP182
- 2014 UT182
- 2014 UA183
- 2014 UC183
- 2014 UG183
- 2014 UT183
- 2014 UV183
- 2014 UW183
- 2014 UC184
- 2014 UD184
- 2014 UG184
- 2014 UO184
- 2014 UQ184
- 2014 US184
- 2014 UK185
- 2014 UL185
- 2014 UO185
- 2014 UV185
- 2014 UY185
- 2014 UC186
- 2014 UJ186
- 2014 UL186
- 2014 UN186
- 2014 US186
- 2014 UZ186
- 2014 UH187
- 2014 UL187
- 2014 UQ187
- 2014 UX187
- 2014 UY187
- 2014 UB188
- 2014 UC188
- 2014 UE188
- 2014 UL188
- 2014 UM188
- 2014 UP188
- 2014 UQ188
- 2014 UU188
- 2014 UV188
- 2014 UA189
- 2014 UB189
- 2014 UL189
- 2014 UM189
- 2014 UY189
- 2014 UB190
- 2014 UD190
- 2014 UF190
- 2014 UN190
- 2014 UP190
- 2014 US190
- 2014 UX190
- 2014 UZ190
- 2014 UA191
- 2014 UB191
- 2014 UD191
- 2014 UE191
- 2014 UF191
- 2014 UG191
- 2014 UK191
- 2014 UL191
- 2014 UM191
- 2014 UP191
- 2014 UQ191
- 2014 UR191
- 2014 US191
- 2014 UV191
- 2014 UY191
- 2014 UZ191
- 2014 UA192
- 2014 UB192
- 2014 UC192
- 2014 UD192
- 2014 UE192
- 2014 UF192
- 2014 UG192
- 2014 UH192
- 2014 UJ192
- 2014 UK192
- 2014 UL192
- 2014 UM192
- 2014 UO192
- 2014 UQ192
- 2014 UR192
- 2014 UT192
- 2014 UB193
- 2014 UF193
- 2014 UG193
- 2014 UJ193
- 2014 UK193
- 2014 UL193
- 2014 UM193
- 2014 UR193
- 2014 UU193
- 2014 UX193
- 2014 UY193
- 2014 UB194
- 2014 UC194
- 2014 UD194
- 2014 UH194
- 2014 UO194
- 2014 US194
- 2014 UV194
- 2014 UB195
- 2014 UH195
- 2014 UN195
- 2014 UR195
- 2014 US195
- 2014 UW195
- 2014 UX195
- 2014 UE196
- 2014 UJ196
- 2014 UK196
- 2014 UN196
- 2014 UO196
- 2014 UP196
- 2014 UV196
- 2014 UZ196
- 2014 UE197
- 2014 UF197
- 2014 UV197
- 2014 UX197
- 2014 UC198
- 2014 UD198
- 2014 UH198
- 2014 UL198
- 2014 UO198
- 2014 US198
- 2014 UY198
- 2014 UK199
- 2014 UM199
- 2014 UT199
- 2014 UC200
- 2014 UF200
- 2014 UO200
- 2014 US200
- 2014 UE201
- 2014 UK201
- 2014 UL201
- 2014 UM201
- 2014 UN201
- 2014 UP201
- 2014 UT201
- 2014 UU201
- 2014 UW201
- 2014 UW202
- 2014 UX202
- 2014 UH203
- 2014 UL203
- 2014 UT203
- 2014 UZ203
- 2014 UO204
- 2014 UU204
- 2014 UW204
- 2014 UX204
- 2014 UY204
- 2014 UA205
- 2014 UB205
- 2014 UE205
- 2014 UJ205
- 2014 UL205
- 2014 UQ205
- 2014 UC206
- 2014 UF206
- 2014 UO206
- 2014 UH207
- 2014 UO207
- 2014 US207
- 2014 UU207
- 2014 UX207
- 2014 UY207
- 2014 UE208
- 2014 UH208
- 2014 UP208
- 2014 UR208
- 2014 US208
- 2014 UB209
- 2014 UH209
- 2014 UP209
- 2014 UW209
- 2014 UZ209
- 2014 UA210
- 2014 UB210
- 2014 UD210
- 2014 UE210
- 2014 UF210
- 2014 UH210
- 2014 UJ210
- 2014 UO210
- 2014 UP210
- 2014 UQ210
- 2014 US210
- 2014 UV210
- 2014 UR211
- 2014 UV211
- 2014 UO212
- 2014 UP212
- 2014 UR212
- 2014 UA213
- 2014 UG213
- 2014 UR213
- 2014 UR214
- 2014 UT215
- 2014 UY217
- 2014 UD218
- 2014 UJ218
- 2014 UN218
- 2014 UP218
- 2014 UQ218
- 2014 UV218
- 2014 UB219
- 2014 UK219
- 2014 UL219
- 2014 UM219
- 2014 UO219
- 2014 UR219
- 2014 UT219
- 2014 UB220
- 2014 UN220
- 2014 UQ220
- 2014 UR220
- 2014 UF221
- 2014 UW221
- 2014 UH222
- 2014 UK222
- 2014 UO222
- 2014 UZ222
- 2014 UA223
- 2014 UN223
- 2014 UQ223
- 2014 UT223
- 2014 UC224
- 2014 UF224
- 2014 UK224
- 2014 UM224
- 2014 UO224
- 2014 UX224
- 2014 UY224
- 2014 UZ224
- 2014 UB225
- 2014 UC225
- 2014 UH225
- 2014 UJ225
- 2014 UN225
- 2014 UO225
- 2014 UU225
- 2014 UV225
- 2014 UW225
- 2014 UY225
- 2014 UZ225
- 2014 UA226
- 2014 UB226
- 2014 UE226
- 2014 UF226
- 2014 UG226
- 2014 UH226
- 2014 UJ226
- 2014 UK226
- 2014 UL226
- 2014 UN226
- 2014 UP226
- 2014 UQ226
- 2014 UR226
- 2014 US226
- 2014 UT226
- 2014 UU226
- 2014 UV226
- 2014 UW226
- 2014 UX226
- 2014 UY226
- 2014 UZ226
- 2014 UA227
- 2014 UB227
- 2014 UC227
- 2014 UD227
- 2014 UH227
- 2014 UK227
- 2014 UL227
- 2014 UM227
- 2014 UB228
- 2014 UC228
- 2014 UD228
- 2014 UE228
- 2014 UF228
- 2014 UG228
- 2014 UH228
- 2014 UJ228
- 2014 UK228
- 2014 UL228
- 2014 UM228
- 2014 UN228
- 2014 UO228
- 2014 UP228
- 2014 UQ228
- 2014 UR228
- 2014 US228
- 2014 UT228
- 2014 UU228
- 2014 UV228
- 2014 UW228
- 2014 UX228
- 2014 UY228
- 2014 UZ228
- 2014 UA229
- 2014 UB229
- 2014 UC229
- 2014 UD229
- 2014 UE229
- 2014 UF229
- 2014 UG229
- 2014 UH229
- 2014 UJ229
- 2014 UK229
- 2014 UL229
- 2014 UM229
- 2014 UN229
- 2014 UO229
- 2014 UP229
- 2014 UQ229
- 2014 UR229
- 2014 US229
- 2014 UT229
- 2014 UU229
- 2014 UV229
- 2014 UW229
- 2014 UY229
- 2014 UZ229
- 2014 UA230
- 2014 UB230
- 2014 UC230
- 2014 UE230
- 2014 UL230
- 2014 UV230
- 2014 UX230
- 2014 UC231
- 2014 UD231
- 2014 UE231
- 2014 UK231
- 2014 UM231
- 2014 UO231
- 2014 UU231
- 2014 UY231
- 2014 UG232
- 2014 UH232
- 2014 US232
- 2014 UY232
- 2014 UC233
- 2014 UM233
- 2014 UT233
- 2014 UX233
- 2014 UY233
- 2014 UZ233
- 2014 UM234
- 2014 UX234
- 2014 UE235
- 2014 UL235
- 2014 UR235
- 2014 US235
- 2014 UT235
- 2014 UV235
- 2014 UW235
- 2014 UA236
- 2014 UB236
- 2014 UO236
- 2014 UW236
- 2014 UY236
- 2014 UK237
- 2014 UN237
- 2014 UP237
- 2014 UU237
- 2014 UY237
- 2014 UD238
- 2014 UH238
- 2014 UO238
- 2014 UU238
- 2014 UA239
- 2014 UR239
- 2014 UT239
- 2014 UV239
- 2014 UW239
- 2014 UX239
- 2014 UB240
- 2014 UM240
- 2014 UU240
- 2014 UC241
- 2014 UD241
- 2014 UE241
- 2014 UF241
- 2014 UR241
- 2014 UU241
- 2014 UV241
- 2014 UX241
- 2014 UY241
- 2014 UZ241
- 2014 UA242
- 2014 UB242
- 2014 UC242
- 2014 UF242
- 2014 UG242
- 2014 UJ242
- 2014 UK242
- 2014 UL242
- 2014 UP242
- 2014 UQ242
- 2014 US242
- 2014 UT242
- 2014 UU242
- 2014 UV242
- 2014 UW242
- 2014 UX242
- 2014 UZ242
- 2014 UB243
- 2014 UC243
- 2014 UD243
- 2014 UE243
- 2014 UF243
- 2014 UG243
- 2014 UH243
- 2014 UJ243
- 2014 UK243
- 2014 UL243
- 2014 UM243
- 2014 UN243
- 2014 UP243
- 2014 UQ243
- 2014 UT243
- 2014 UU243
- 2014 UV243
- 2014 UW243
- 2014 UX243
- 2014 UY243
- 2014 UZ243
- 2014 UB244
- 2014 UC244
- 2014 UE244
- 2014 UF244
- 2014 UG244
- 2014 UH244
- 2014 UJ244
- 2014 UK244
- 2014 UM244
- 2014 UN244
- 2014 UO244
- 2014 UP244
- 2014 UQ244
- 2014 UR244
- 2014 US244
- 2014 UT244
- 2014 UU244
- 2014 UV244
- 2014 UW244
- 2014 UX244
- 2014 UY244
- 2014 UA245
- 2014 UB245
- 2014 UC245
- 2014 UD245
- 2014 UF245
- 2014 UG245
- 2014 UH245
- 2014 UJ245
- 2014 UK245
- 2014 UL245
- 2014 UM245
- 2014 UN245
- 2014 UP245
- 2014 UQ245
- 2014 UR245
- 2014 US245
- 2014 UT245
- 2014 UX245
- 2014 UY245
- 2014 UA246
- 2014 UC246
- 2014 UD246
- 2014 UE246
- 2014 UF246
- 2014 UH246
- 2014 UJ246
- 2014 UK246
- 2014 UM246
- 2014 UO246
- 2014 UP246
- 2014 UQ246
- 2014 UR246
- 2014 UU246
- 2014 UW246
- 2014 UX246
- 2014 UY246
- 2014 UZ246
- 2014 UC247
- 2014 UD247
- 2014 UF247
- 2014 UG247
- 2014 UH247
- 2014 UJ247
- 2014 UK247
- 2014 UL247
- 2014 UM247
- 2014 UN247
- 2014 UO247
- 2014 UP247
- 2014 UR247
- 2014 UV247
- 2014 UW247
- 2014 UY247
- 2014 UZ247
- 2014 UA248
- 2014 UB248
- 2014 UC248
- 2014 UD248
- 2014 UE248
- 2014 UG248
- 2014 UK248
- 2014 UL248
- 2014 UM248
- 2014 UN248
- 2014 UO248
- 2014 UP248
- 2014 UQ248
- 2014 UR248
- 2014 US248
- 2014 UT248
- 2014 UU248
- 2014 UV248
- 2014 UW248
- 2014 UX248
- 2014 UY248
- 2014 UZ248
- 2014 UA249
- 2014 UB249
- 2014 UC249
- 2014 UG249
- 2014 UH249
- 2014 UJ249
- 2014 UK249
- 2014 UL249
- 2014 UM249
- 2014 UN249
- 2014 UO249
- 2014 UP249
- 2014 UQ249
- 2014 UR249
- 2014 US249
- 2014 UT249
- 2014 UU249
- 2014 UV249
- 2014 UW249
- 2014 UX249
- 2014 UY249
- 2014 UZ249
- 2014 UA250
- 2014 UC250
- 2014 UD250
- 2014 UE250
- 2014 UF250
- 2014 UG250
- 2014 UH250
- 2014 UJ250
- 2014 UK250
- 2014 UL250
- 2014 UN250
- 2014 UO250
- 2014 UP250
- 2014 UQ250
- 2014 UR250
- 2014 US250
- 2014 UT250
- 2014 UV250
- 2014 UW250
- 2014 UX250
- 2014 UY250
- 2014 UZ250
- 2014 UA251
- 2014 UB251
- 2014 UD251
- 2014 UF251
- 2014 UH251
- 2014 UJ251
- 2014 UK251
- 2014 UL251
- 2014 UM251
- 2014 UN251
- 2014 UO251
- 2014 UP251
- 2014 UR251
- 2014 US251
- 2014 UT251
- 2014 UU251
- 2014 UV251
- 2014 UW251
- 2014 UX251
- 2014 UY251
- 2014 UZ251
- 2014 UA252
- 2014 UB252
- 2014 UD252
- 2014 UE252
- 2014 UF252
- 2014 UG252
- 2014 UH252
- 2014 UK252
- 2014 UL252
- 2014 UM252
- 2014 UN252
- 2014 UO252
- 2014 UP252
- 2014 UQ252
- 2014 UR252
- 2014 UT252
- 2014 UU252
- 2014 UV252
- 2014 UW252
- 2014 UX252
- 2014 UY252
- 2014 UZ252
- 2014 UA253
- 2014 UB253
- 2014 UC253
- 2014 UD253
- 2014 UE253
- 2014 UF253
- 2014 UT253
- 2014 UU253
- 2014 UX253
- 2014 UY253
- 2014 UZ253
- 2014 UA254
- 2014 UB254
- 2014 UC254
- 2014 UD254
- 2014 UE254
- 2014 UF254
- 2014 UG254
- 2014 UH254
- 2014 UJ254
- 2014 UL254
- 2014 UM254
- 2014 UN254
- 2014 UO254
- 2014 UP254
- 2014 UQ254
- 2014 UR254
- 2014 US254
- 2014 UT254
- 2014 UU254
- 2014 UV254
- 2014 UX254
- 2014 UY254
- 2014 UZ254
- 2014 UB255
- 2014 UF255
- 2014 UJ255
- 2014 UK255
- 2014 UO255
- 2014 UW255
- 2014 UX255
- 2014 UY255
- 2014 UZ255
- 2014 UA256
- 2014 UB256
- 2014 UC256
- 2014 UE256
- 2014 UF256
- 2014 UG256
- 2014 UJ256
- 2014 UK256
- 2014 UL256
- 2014 UN256
- 2014 UO256
- 2014 UP256
- 2014 UQ256
- 2014 UR256
- 2014 US256
- 2014 UT256
- 2014 UU256
- 2014 UV256
- 2014 UW256
- 2014 UX256
- 2014 UY256
- 2014 UZ256
- 2014 UB257
- 2014 UC257
- 2014 UD257
- 2014 UE257
- 2014 UF257
- 2014 UG257
- 2014 UH257
- 2014 UJ257
- 2014 UK257
- 2014 UL257
- 2014 UM257
- 2014 UN257
- 2014 UO257
- 2014 UP257
- 2014 UQ257
- 2014 UR257
- 2014 US257
- 2014 UT257
- 2014 UG258
- 2014 UL258
- 2014 UM258
- 2014 UO258
- 2014 UR258
- 2014 US258
- 2014 UW258
- 2014 UZ258
- 2014 UA259
- 2014 UC259
- 2014 UD259
- 2014 UE259
- 2014 UF259
- 2014 UG259
- 2014 UH259
- 2014 UJ259
- 2014 UK259
- 2014 UL259
- 2014 UM259
- 2014 UN259
- 2014 UQ259
- 2014 US259
- 2014 UT259
- 2014 UU259
- 2014 UV259
- 2014 UA260
- 2014 UB260
- 2014 UC260
- 2014 UD260
- 2014 UE260
- 2014 UF260
- 2014 UH260
- 2014 UJ260
- 2014 UL260
- 2014 UM260
- 2014 UN260
- 2014 UO260
- 2014 UP260
- 2014 UQ260
- 2014 UR260
- 2014 US260
- 2014 UT260
- 2014 UU260
- 2014 UW260
- 2014 UX260
- 2014 UC261
- 2014 UE261
- 2014 UF261
- 2014 UJ261
- 2014 UK261
- 2014 UL261
- 2014 UM261
- 2014 UN261
- 2014 UO261
- 2014 UP261
- 2014 UQ261
- 2014 UR261
- 2014 US261
- 2014 UT261
- 2014 UD262
- 2014 UF262
- 2014 UG262
- 2014 UH262
- 2014 UJ262
- 2014 UK262
- 2014 UL262
- 2014 UN262
- 2014 UO262
- 2014 UP262
- 2014 UQ262
- 2014 UR262
- 2014 US262
- 2014 UT262
- 2014 UU262
- 2014 UV262
- 2014 UW262
- 2014 UX262
- 2014 UZ262
- 2014 UB263
- 2014 UC263
- 2014 UD263
- 2014 UE263
- 2014 UF263
- 2014 UH263
- 2014 UJ263
- 2014 UL263
- 2014 UM263
- 2014 UN263
- 2014 UO263
- 2014 UP263
- 2014 UQ263
- 2014 UR263
- 2014 US263
- 2014 UT263
- 2014 UU263
- 2014 UV263
- 2014 UZ263
- 2014 UA264
- 2014 UC264
- 2014 UD264
- 2014 UE264
- 2014 UF264
- 2014 UG264
- 2014 UH264
- 2014 UJ264
- 2014 UK264
- 2014 UL264
- 2014 UM264
- 2014 UN264
- 2014 UO264
- 2014 UP264
- 2014 UQ264
- 2014 US264
- 2014 UT264
- 2014 UU264
- 2014 UV264
- 2014 UW264
- 2014 UX264
- 2014 UY264
- 2014 UZ264
- 2014 UB265
- 2014 UC265
- 2014 UD265
- 2014 UE265
- 2014 UG265
- 2014 UH265
- 2014 UJ265
- 2014 UL265
- 2014 UN265
- 2014 UO265
- 2014 UQ265
- 2014 UT265
- 2014 UU265
- 2014 UW265
- 2014 UX265
- 2014 UP266
- 2014 UQ266
- 2014 UR266
- 2014 US266
- 2014 UT266
- 2014 UU266
- 2014 UV266
- 2014 UW266
- 2014 UX266
- 2014 UY266
- 2014 UZ266
- 2014 UA267
- 2014 UB267
- 2014 UC267
- 2014 UD267
- 2014 UE267
- 2014 UF267
- 2014 UG267
- 2014 UH267
- 2014 UJ267
- 2014 UL267
- 2014 UM267
- 2014 UN267
- 2014 UO267
- 2014 UP267
- 2014 UQ267
- 2014 UR267
- 2014 US267
- 2014 UT267
- 2014 UU267
- 2014 UV267
- 2014 UW267
- 2014 UX267
- 2014 UY267
- 2014 UZ267
- 2014 UA268
- 2014 UB268
- 2014 UC268
- 2014 UD268
- 2014 UE268
- 2014 UF268
- 2014 UG268
- 2014 UH268
- 2014 UJ268
- 2014 UK268
- 2014 UL268
- 2014 UM268
- 2014 UN268
- 2014 UO268
- 2014 US268
- 2014 UT268
- 2014 UU268
- 2014 UV268
- 2014 UW268
- 2014 UY268
- 2014 UZ268
- 2014 UA269
- 2014 UB269
- 2014 UC269
- 2014 UD269
- 2014 UE269
- 2014 UF269
- 2014 UG269
- 2014 UH269
- 2014 UK269
- 2014 UL269
- 2014 UM269
- 2014 UN269
- 2014 UO269
- 2014 UP269
- 2014 UQ269
- 2014 UR269
- 2014 UT269
- 2014 UW269
- 2014 UX269
- 2014 UY269
- 2014 UA270
- 2014 UG270
- 2014 UL270
- 2014 UN270
- 2014 UQ270
- 2014 UR270
- 2014 US270
- 2014 UT270
- 2014 UU270
- 2014 UV270
- 2014 UW270
- 2014 UX270
- 2014 UY270
- 2014 UZ270
- 2014 UB271
- 2014 UD271
- 2014 UE271
- 2014 UG271
- 2014 UH271
- 2014 UJ271
- 2014 UL271
- 2014 UM271
- 2014 UO271
- 2014 UP271
- 2014 US271
- 2014 UT271
- 2014 UU271
- 2014 UV271
- 2014 UW271
- 2014 UX271
- 2014 UY271
- 2014 UZ271
- 2014 UA272
- 2014 UB272
- 2014 UC272
- 2014 UD272
- 2014 UE272
- 2014 UF272
- 2014 UG272
- 2014 UH272
- 2014 UK272
- 2014 UL272
- 2014 UM272
- 2014 UN272
- 2014 UO272
- 2014 UP272
- 2014 UQ272
- 2014 UR272
- 2014 UZ272
- 2014 UE273
- 2014 UF273
- 2014 UG273
- 2014 UJ273
- 2014 UK273
- 2014 UL273
- 2014 UM273
- 2014 UN273
- 2014 UP273
- 2014 UQ273
- 2014 UR273
- 2014 US273
- 2014 UV273
- 2014 UW273
- 2014 UX273
- 2014 UY273
- 2014 UZ273
- 2014 UC274
- 2014 UD274
- 2014 UE274
- 2014 UF274
- 2014 UG274
- 2014 UH274
- 2014 UJ274
- 2014 UK274
- 2014 UL274
- 2014 UM274
- 2014 UN274
- 2014 UP274
- 2014 UT274
- 2014 UV274
- 2014 UW274
- 2014 UX274
- 2014 UY274
- 2014 UZ274
- 2014 UA275
- 2014 UB275
- 2014 UC275
- 2014 UD275
- 2014 UF275
- 2014 UH275
- 2014 UJ275
- 2014 UK275
- 2014 UL275
- 2014 UM275
- 2014 UN275
- 2014 UO275
- 2014 UP275
- 2014 UQ275
- 2014 US275
- 2014 UL276
- 2014 UN276
- 2014 UO276
- 2014 UP276
- 2014 UQ276
- 2014 UR276
- 2014 US276
- 2014 UT276
- 2014 UU276
- 2014 UV276
- 2014 UW276
- 2014 UX276
- 2014 UY276
- 2014 UZ276
- 2014 UA277
- 2014 UB277
- 2014 UC277
- 2014 UD277
- 2014 UE277
- 2014 UF277
- 2014 UG277
- 2014 UH277
- 2014 UJ277
- 2014 UK277
- 2014 UL277
- 2014 UM277
- 2014 UN277
- 2014 UO277
- 2014 UP277
- 2014 UQ277
- 2014 UR277
- 2014 US277
- 2014 UT277
- 2014 UU277
- 2014 UV277
- 2014 UW277
- 2014 UX277
- 2014 UY277
- 2014 UZ277
- 2014 UA278
- 2014 UC278
- 2014 UD278
- 2014 UE278
- 2014 UF278
- 2014 UG278
- 2014 UH278
- 2014 UJ278
- 2014 UL278
- 2014 UM278
- 2014 UN278
- 2014 UO278
- 2014 UP278
- 2014 UQ278
- 2014 UR278
- 2014 US278
- 2014 UU278
- 2014 UV278
- 2014 UW278
- 2014 UX278
- 2014 UY278
- 2014 UZ278
- 2014 UA279
- 2014 UB279
- 2014 UC279
- 2014 UD279
- 2014 UE279
- 2014 UF279
- 2014 UG279
- 2014 UH279
- 2014 UJ279
- 2014 UK279
- 2014 UM279
- 2014 UN279
- 2014 UO279
- 2014 UP279
- 2014 UQ279
- 2014 UR279
- 2014 US279
- 2014 UT279
- 2014 UU279
- 2014 UV279
- 2014 UW279
- 2014 UX279
- 2014 UZ279
- 2014 UA280
- 2014 UB280
- 2014 UC280
- 2014 UD280
- 2014 UE280
- 2014 UF280
- 2014 UG280
- 2014 UH280
- 2014 UJ280
- 2014 UK280
- 2014 UM280
- 2014 UO280
- 2014 UP280
- 2014 UR280
- 2014 US280
- 2014 UT280
- 2014 UU280
- 2014 UV280
- 2014 UW280
- 2014 UX280
- 2014 UY280
- 2014 UZ280
- 2014 UA281
- 2014 UB281
- 2014 UC281
- 2014 UF281
- 2014 UG281
- 2014 UH281
- 2014 UJ281
- 2014 UK281
- 2014 UL281
- 2014 UM281
- 2014 UN281
- 2014 UO281
- 2014 UP281
- 2014 UQ281
- 2014 UR281
- 2014 US281
- 2014 UT281
- 2014 UU281
- 2014 UV281
- 2014 UW281
- 2014 UX281
- 2014 UY281
- 2014 UZ281
- 2014 UA282
- 2014 UB282
- 2014 UC282
- 2014 UD282
- 2014 UE282
- 2014 UF282
- 2014 UG282
- 2014 UH282
- 2014 UJ282
- 2014 UK282
- 2014 UL282
- 2014 UO282
- 2014 UP282
- 2014 UQ282
- 2014 US282
- 2014 UT282
- 2014 UV282
- 2014 UW282
- 2014 UX282
- 2014 UY282
- 2014 UZ282
- 2014 UA283
- 2014 UB283
- 2014 UC283
- 2014 UD283
- 2014 UE283
- 2014 UF283
- 2014 UG283
- 2014 UH283
- 2014 UJ283
- 2014 UK283
- 2014 UL283
- 2014 UM283
- 2014 UN283
- 2014 UO283
- 2014 UQ283
- 2014 UT283
- 2014 UU283
- 2014 UV283
- 2014 UW283
- 2014 UX283
- 2014 UY283
- 2014 UZ283
- 2014 UA284
- 2014 UB284
- 2014 UC284
- 2014 UD284
- 2014 UE284
- 2014 UF284
- 2014 UG284
- 2014 UH284
- 2014 UJ284
- 2014 UK284
- 2014 UL284
- 2014 UM284
- 2014 UP284
- 2014 UQ284
- 2014 UR284
- 2014 US284
- 2014 UU284
- 2014 UV284
- 2014 UW284
- 2014 UX284
- 2014 UY284
- 2014 UZ284
- 2014 UA285
- 2014 UB285
- 2014 UC285
- 2014 UD285
- 2014 UE285
- 2014 UF285
- 2014 UG285
- 2014 UH285
- 2014 UJ285
- 2014 UK285
- 2014 UL285
- 2014 UM285
- 2014 UN285
- 2014 UO285
- 2014 UP285
- 2014 UQ285
- 2014 UR285
- 2014 US285
- 2014 UT285
- 2014 UU285
- 2014 UV285
- 2014 UW285
- 2014 UX285
- 2014 UY285
- 2014 UZ285
- 2014 UA286
- 2014 UB286
- 2014 UC286
- 2014 UD286
- 2014 UE286
- 2014 UF286
- 2014 UG286
- 2014 UJ286
- 2014 UK286
- 2014 UL286
- 2014 UM286
- 2014 UN286
- 2014 UO286
- 2014 UP286
- 2014 UQ286
- 2014 UR286
- 2014 US286
- 2014 UT286
- 2014 UU286
- 2014 UV286
- 2014 UW286
- 2014 UX286
- 2014 UY286
- 2014 UZ286
- 2014 UA287
- 2014 UB287
- 2014 UC287
- 2014 UD287
- 2014 UE287
- 2014 UG287
- 2014 UH287
- 2014 UJ287
- 2014 UL287
- 2014 UM287
- 2014 UN287
- 2014 UO287
- 2014 UQ287
- 2014 US287
- 2014 UT287
- 2014 UU287
- 2014 UV287
- 2014 UW287
- 2014 UX287
- 2014 UY287
- 2014 UZ287
- 2014 UA288
- 2014 UB288
- 2014 UC288
- 2014 UD288
- 2014 UE288
- 2014 UF288
- 2014 UG288
- 2014 UJ288
- 2014 UK288
- 2014 UL288
- 2014 UM288
- 2014 UN288
- 2014 UO288
- 2014 UP288
- 2014 UQ288
- 2014 US288
- 2014 UT288
- 2014 UU288
- 2014 UV288
- 2014 UW288
- 2014 UX288
- 2014 UY288
- 2014 UZ288
- 2014 UA289
- 2014 UB289
- 2014 UC289
- 2014 UD289
- 2014 UE289
- 2014 UF289
- 2014 UG289
- 2014 UH289
- 2014 UJ289
- 2014 UK289
- 2014 UL289
- 2014 UM289
- 2014 UN289
- 2014 UO289
- 2014 UQ289
- 2014 UR289
- 2014 US289
- 2014 UT289
- 2014 UU289
- 2014 UV289
- 2014 UX289
- 2014 UY289
- 2014 UZ289
- 2014 UA290
- 2014 UB290
- 2014 UC290
- 2014 UD290
- 2014 UF290
- 2014 UG290
- 2014 UH290
- 2014 UJ290
- 2014 UK290
- 2014 UL290
- 2014 UM290
- 2014 UN290
- 2014 UO290
- 2014 UP290
- 2014 UQ290
- 2014 UR290
- 2014 US290
- 2014 UT290
- 2014 UU290
- 2014 UV290
- 2014 UW290
- 2014 UX290
- 2014 UY290
- 2014 UZ290
- 2014 UA291
- 2014 UB291
- 2014 UD291
- 2014 UE291
- 2014 UG291
- 2014 UJ291
- 2014 UL291
- 2014 UM291
- 2014 UN291
- 2014 UO291
- 2014 UR291
- 2014 US291
- 2014 UT291
- 2014 UU291
- 2014 UV291
- 2014 UW291
- 2014 UX291
- 2014 UY291
- 2014 UA292
- 2014 UB292
- 2014 UC292
- 2014 UD292
- 2014 UF292
- 2014 UG292
- 2014 UJ292
- 2014 UK292
- 2014 UL292
- 2014 UM292
- 2014 UN292
- 2014 UO292
- 2014 UP292
- 2014 UR292
- 2014 UT292
- 2014 UU292
- 2014 UW292
- 2014 UX292
- 2014 UY292
- 2014 UZ292
- 2014 UB293
- 2014 UC293
- 2014 UD293
- 2014 UE293
- 2014 UF293
- 2014 UG293
- 2014 UJ293
- 2014 UK293
- 2014 UL293
- 2014 UM293
- 2014 UN293
- 2014 UO293
- 2014 UR293
- 2014 US293
- 2014 UT293
- 2014 UU293
- 2014 UV293
- 2014 UW293
- 2014 UX293
- 2014 UY293
- 2014 UZ293
- 2014 UA294
- 2014 UB294
- 2014 UC294
- 2014 UD294
- 2014 UE294
- 2014 UF294
- 2014 UG294
- 2014 UH294
- 2014 UJ294
- 2014 UK294
- 2014 UL294
- 2014 UN294
- 2014 UO294
- 2014 UP294
- 2014 UQ294
- 2014 UR294
- 2014 US294
- 2014 UT294
- 2014 UU294
- 2014 UV294
- 2014 UW294
- 2014 UY294
- 2014 UZ294
- 2014 UB295
- 2014 UC295
- 2014 UD295
- 2014 UE295
- 2014 UF295
- 2014 UG295
- 2014 UH295
- 2014 UK295
- 2014 UL295
- 2014 UM295
- 2014 UN295
- 2014 UP295
- 2014 UQ295
- 2014 UR295
- 2014 US295
- 2014 UU295
- 2014 UV295
- 2014 UW295
- 2014 UX295
- 2014 UY295
- 2014 UZ295
- 2014 UA296
- 2014 UB296
- 2014 UC296
- 2014 UD296
- 2014 UF296
- 2014 UG296
- 2014 UK296
- 2014 UL296
- 2014 UM296
- 2014 UN296
- 2014 UO296
- 2014 UP296
- 2014 UQ296
- 2014 UR296
- 2014 UT296
- 2014 UV296
- 2014 UW296
- 2014 UX296
- 2014 UY296
- 2014 UZ296
- 2014 UA297
- 2014 UB297
- 2014 UC297
- 2014 UD297
- 2014 UE297
- 2014 UF297
- 2014 UG297
- 2014 UH297
- 2014 UK297
- 2014 UL297
- 2014 UM297
- 2014 UN297
- 2014 UO297
- 2014 UQ297
- 2014 UR297
- 2014 US297
- 2014 UT297
- 2014 UV297
- 2014 UW297
- 2014 UX297
- 2014 UY297
- 2014 UA298
- 2014 UB298
- 2014 UC298
- 2014 UE298
- 2014 UG298
- 2014 UH298
- 2014 UJ298
- 2014 UK298
- 2014 UL298
- 2014 UN298
- 2014 UO298
- 2014 US298
- 2014 UT298
- 2014 UU298
- 2014 UW298
- 2014 UX298
- 2014 UY298
- 2014 UZ298
- 2014 UA299
- 2014 UB299
- 2014 UC299
- 2014 UD299
- 2014 UE299
- 2014 UG299
- 2014 UJ299
- 2014 UK299
- 2014 UM299
- 2014 UN299
- 2014 UO299
- 2014 UP299
- 2014 UQ299
- 2014 UR299
- 2014 US299
- 2014 UT299
- 2014 UU299
- 2014 UV299
- 2014 UW299
- 2014 UY299
- 2014 UZ299
- 2014 UA300
- 2014 UB300
- 2014 UC300
- 2014 UD300
- 2014 UE300
- 2014 UF300
- 2014 UG300
- 2014 UH300
- 2014 UJ300
- 2014 UL300
- 2014 UM300
- 2014 UN300
- 2014 UO300
- 2014 UP300
- 2014 UQ300
- 2014 UR300
- 2014 US300
- 2014 UT300
- 2014 UU300
- 2014 UV300
- 2014 UW300
- 2014 UX300
- 2014 UY300
- 2014 UZ300
- 2014 UA301
- 2014 UC301
- 2014 UD301
- 2014 UG301
- 2014 UH301
- 2014 UL301
- 2014 UM301
- 2014 UO301
- 2014 UQ301
- 2014 UR301
- 2014 UU301
- 2014 UV301
- 2014 UW301
- 2014 UX301
- 2014 UY301
- 2014 UZ301
- 2014 UA302
- 2014 UB302
- 2014 UC302
- 2014 UD302
- 2014 UE302
- 2014 UF302
- 2014 UG302
- 2014 UH302
- 2014 UK302
- 2014 UL302
- 2014 UM302
- 2014 UN302
- 2014 UQ302
- 2014 UR302
- 2014 US302
- 2014 UT302
- 2014 UU302
- 2014 UV302
- 2014 UW302
- 2014 UX302
- 2014 UY302
- 2014 UZ302
- 2014 UC303
- 2014 UD303
- 2014 UE303
- 2014 UF303
- 2014 UG303
- 2014 UH303
- 2014 UJ303
- 2014 UK303
- 2014 UL303
- 2014 UM303
- 2014 UN303
- 2014 UO303
- 2014 UP303
- 2014 UQ303
- 2014 UR303
- 2014 US303
- 2014 UT303
- 2014 UV303
- 2014 UW303
- 2014 UX303
- 2014 UY303
- 2014 UZ303
- 2014 UA304
- 2014 UB304
- 2014 UC304
- 2014 UD304
- 2014 UE304
- 2014 UF304
- 2014 UG304
- 2014 UH304
- 2014 UJ304
- 2014 UK304
- 2014 UL304
- 2014 UM304
- 2014 UO304
- 2014 UP304
- 2014 UQ304
- 2014 UR304
- 2014 US304
- 2014 UT304
- 2014 UU304
- 2014 UW304
- 2014 UX304
- 2014 UY304
- 2014 UZ304
- 2014 UA305
- 2014 UB305
- 2014 UC305
- 2014 UD305
- 2014 UE305
- 2014 UF305
- 2014 UG305
- 2014 UH305
- 2014 UJ305
- 2014 UK305
- 2014 UM305
- 2014 UO305
- 2014 UP305
- 2014 UQ305
- 2014 US305
- 2014 UU305
- 2014 UV305
- 2014 UW305
- 2014 UX305
- 2014 UY305
- 2014 UZ305
- 2014 UA306
- 2014 UB306
- 2014 UC306
- 2014 UD306
- 2014 UE306
- 2014 UF306
- 2014 UG306
- 2014 UH306
- 2014 UJ306
- 2014 UK306
- 2014 UL306
- 2014 UM306
- 2014 UN306
- 2014 UO306
- 2014 UP306
- 2014 UQ306
- 2014 UR306
- 2014 US306
- 2014 UT306
- 2014 UU306
- 2014 UV306
- 2014 UW306
- 2014 UX306
- 2014 UY306
- 2014 UZ306
- 2014 UA307
- 2014 UB307
- 2014 UC307
- 2014 UD307
- 2014 UE307
- 2014 UF307
- 2014 UG307
- 2014 UH307
- 2014 UJ307
- 2014 UK307
- 2014 UL307
- 2014 UM307
- 2014 UN307
- 2014 UO307
- 2014 UP307
- 2014 UQ307
- 2014 UR307
- 2014 US307
- 2014 UT307
- 2014 UU307